# Cantó de Saint-Étienne-Sud-Oest-2
El cantó de Saint-Étienne-Sud-Oest-2 és un cantó francès al districte de Saint-Étienne (departament del Loira) que compta amb part del municipi de Sant-Etiève.
| Data d'elecció                           | Identitat       | Partit           | Qualitat |
| ---------------------------------------- | --------------- | ---------------- | -------- |
| 1973-1979                                | M. Fournel      | UDR, després RPR |          |
| 1979-1985                                | François Tomas  | PCF              |          |
| 1985-1998                                | Guy Giraud      | RPR              |          |
| 1998-                                    | Christine Cauët | PS               |          |
| les dades anteriors no són pas conegudes |                 |                  |          |